# Championnat du Japon de football 2010
Navigation
J1 League 2009 J1 League 2011
Le Championnat du Japon de football 2010 est la 45e édition de la première division japonaise et la 18e édition de la J.League. Le championnat a débuté le 6 mars 2010 et s'est achevé le 4 décembre 2010. 
En raison de la coupe du monde de football, une pause de deux mois a eu lieu entre la douzième et la treizième journée.
Les trois premières places de ce championnat sont qualificatives pour la compétition d'Asie qu'est la Ligue des champions de l'AFC. La dernière place est attribuée au vainqueur de la coupe de l'Empereur.
JEF United Ichihara Chiba, Oita Trinita et Kashiwa Reysol quittent la première division et sont remplacés par les promus Vegalta Sendai, champion de J. League 2 la saison précédente, Cerezo Ōsaka, vice-champion et Shonan Bellmare.

## Les clubs participants
Les 15 premiers de la J League 2009, les trois premiers de la J2 League 2009 participent à la compétition.
| Club                | Dernière montée | Ville     | Classement 2009 | Entraîneur          | Depuis | Stade                            | Capacité | Nombre de saisons |
| ------------------- | --------------- | --------- | --------------- | ------------------- | ------ | -------------------------------- | -------- | ----------------- |
| Kashima Antlers     | -               | Kashima   | 1er             | Oswaldo de Oliveira | 2007   | Stade de Kashima                 | 40 728   | 18                |
| Kawasaki Frontale   | 2005            | Kawasaki  | 2e              | Tsutomu Takahata    | 2010   | Stade d'athlétisme de Todoroki   | 27 495   | 7                 |
| Gamba Osaka         | -               | Suita     | 3e              | Akira Nishino       | 2002   | Stade commémoratif de l'Expo '70 | 21 000   | 18                |
| Sanfrecce Hiroshima | 2009            | Hiroshima | 4e              | Mihailo Petrović    | 2006   | Grande Arche d'Hiroshima         | 50 000   | 16                |
| FC Tokyo            | 2000            | Tokyo     | 5e              | Hiroshi Jofuku      | 2008   | Stade Ajinomoto                  | 50 000   | 11                |
| Urawa Red Diamonds  | 2001            | Saitama   | 6e              | Volker Finke        | 2009   | Stade Saitama 2002               | 63 700   | 17                |
| Shimizu S-Pulse     | -               | Shizuoka  | 7e              | Kenta Hasegawa      | 2005   | Stade du parc Nihondaira         | 20 299   | 18                |
| Albirex Niigata     | 2004            | Niigata   | 8e              | Hisashi Kurosaki    | 2010   | Stade Denka                      | 42 300   | 7                 |
| Nagoya Grampus      | -               | Nagoya    | 9e              | Dragan Stojković    | 2008   | Stade Toyota                     | 45 000   | 18                |
| Yokohama F. Marinos | -               | Yokohama  | 10e             | Kazushi Kimura      | 2010   | Stade Nissan                     | 72 327   | 18                |
| Júbilo Iwata        | 1994            | Iwata     | 11e             | Masaaki Yanagishita | 2009   | Stade Yamaha                     | 16 893   | 17                |
| Kyoto Sanga FC      | 2008            | Kyoto     | 12e             | Yutaka Akita        | 2010   | Nishikyogoku Athletic Stadium    | 20 588   | 11                |
| Omiya Ardija        | 2005            | Saitama   | 13e             | Jun Suzuki          | 2010   | Stade du parc Omiya              | 15 500   | 6                 |
| Vissel Kobe         | 2007            | Kobe      | 14e             | Masahiro Wada       | 2010   | Stade du parc Misaki             | 30 132   | 13                |
| Montedio Yamagata   | 2009            | Yamagata  | 15e             | Shinji Kobayashi    | 2008   | Stade du parc Yamagata           | 20 315   | 2                 |
| Vegalta Sendai      | 2010            | Sendai    | 1er             | Makoto Teguramori   | 2008   | Stade de Sendai                  | 19 694   | 3                 |
| Cerezo Osaka        | 2010            | Osaka     | 2e              | Levir Culpi         | 2007   | Stade Nagai                      | 50 000   | 14                |
| Shonan Bellmare     | 2010            | Hiratsuka | 3e              | Yasuharu Sorimachi  | 2009   | Hiratsuka Stadium                | 18 500   | 7                 |

- Tenant du titre et qualifié pour la Ligue des champions de l'AFC 2010
- Promu de la J League 2 2009

### Localisation des clubs
| \| Clubs du Grand Tokyo · Kawasaki Frontale (Kanagawa) · Kashima Antlers (Ibaraki) · Urawa Red Diamonds (Saitama) · Yokohama F. Marinos (Kanagawa) · Omiya Ardija (Saitama) · FC Tokyo (Tokyo) · Shonan Bellmare (Kanagawa) Grand Tokyo Sanfrecce Hiroshima Vegalta Sendai Albirex Niigata Nagoya Grampus Shimizu S-Pulse Cerezo Osaka Júbilo Iwata Vissel Kobe Gamba Osaka Montedio Yamagata Kyoto Sanga FC \| Localisation des clubs engagés dans le championnat. |
| Clubs du Grand Tokyo · Kawasaki Frontale (Kanagawa) · Kashima Antlers (Ibaraki) · Urawa Red Diamonds (Saitama) · Yokohama F. Marinos (Kanagawa) · Omiya Ardija (Saitama) · FC Tokyo (Tokyo) · Shonan Bellmare (Kanagawa) Grand Tokyo Sanfrecce Hiroshima Vegalta Sendai Albirex Niigata Nagoya Grampus Shimizu S-Pulse Cerezo Osaka Júbilo Iwata Vissel Kobe Gamba Osaka Montedio Yamagata Kyoto Sanga FC                                                           |

| Clubs du Grand Tokyo · Kawasaki Frontale (Kanagawa) · Kashima Antlers (Ibaraki) · Urawa Red Diamonds (Saitama) · Yokohama F. Marinos (Kanagawa) · Omiya Ardija (Saitama) · FC Tokyo (Tokyo) · Shonan Bellmare (Kanagawa) Grand Tokyo Sanfrecce Hiroshima Vegalta Sendai Albirex Niigata Nagoya Grampus Shimizu S-Pulse Cerezo Osaka Júbilo Iwata Vissel Kobe Gamba Osaka Montedio Yamagata Kyoto Sanga FC |

## Compétition

### Classement
Source : CLASSEMENT J.LEAGUE DIVISION 1 2010 sur transfermarkt.fr
| Rang | Équipe                | Pts | J  | G  | N  | P  | Bp | Bc | Diff |
| ---- | --------------------- | --- | -- | -- | -- | -- | -- | -- | ---- |
| 1    | Nagoya Grampus        | 72  | 34 | 23 | 3  | 8  | 54 | 37 | +17  |
| 2    | Gamba Osaka           | 62  | 34 | 18 | 8  | 8  | 65 | 44 | +21  |
| 3    | Cerezo Osaka P        | 61  | 34 | 17 | 10 | 7  | 58 | 32 | +26  |
| 4    | Kashima Antlers T S C | 60  | 34 | 16 | 12 | 6  | 51 | 31 | +20  |
| 5    | Kawasaki Frontale     | 54  | 34 | 15 | 9  | 10 | 61 | 47 | +14  |
| 6    | Shimizu S-Pulse       | 54  | 34 | 15 | 9  | 10 | 60 | 49 | +11  |
| 7    | Sanfrecce Hiroshima   | 51  | 34 | 14 | 9  | 11 | 45 | 38 | +7   |
| 8    | Yokohama F. Marinos   | 51  | 34 | 15 | 6  | 13 | 43 | 39 | +4   |
| 9    | Albirex Niigata       | 49  | 34 | 12 | 13 | 9  | 48 | 45 | +3   |
| 10   | Urawa Red Diamonds    | 48  | 34 | 14 | 6  | 14 | 48 | 41 | +7   |
| 11   | Júbilo Iwata L        | 44  | 34 | 11 | 11 | 12 | 38 | 49 | -11  |
| 12   | Omiya Ardija          | 42  | 34 | 11 | 9  | 14 | 39 | 45 | -6   |
| 13   | Montedio Yamagata     | 42  | 34 | 11 | 9  | 14 | 29 | 42 | -13  |
| 14   | Vegalta Sendai P      | 39  | 34 | 10 | 9  | 15 | 40 | 46 | -6   |
| 15   | Vissel Kobe           | 38  | 34 | 9  | 11 | 14 | 37 | 45 | -8   |
| 16   | FC Tokyo              | 36  | 34 | 8  | 12 | 14 | 36 | 41 | -5   |
| 17   | Kyoto Sanga FC        | 19  | 34 | 4  | 7  | 23 | 30 | 60 | -30  |
| 18   | Shonan Bellmare P     | 16  | 34 | 3  | 7  | 24 | 31 | 82 | -51  |

|  | Qualification pour la Ligue des champions de l'AFC 2011 |
|  | Reléguer en J League 2 2011 |
|  | T : Tenant du titre C : Vainqueur de la Coupe de l'Empereur 2010 L : Vainqueur de la Coupe de la Ligue 2010 S : Vainqueur de la Supercoupe du Japon 2010 P : Promu de D2 |

## Statistiques

### Meilleurs buteurs
|                    | Buteur           | Club               | Buts | Pen. | MJ | BM%  | Min.  |
| ------------------ | ---------------- | ------------------ | ---- | ---- | -- | ---- | ----- |
| Médaille d'or      | Ryōichi Maeda    | Júbilo Iwata       | 17   | 2    | 33 | 0,51 | 2 970 |
| Médaille d'argent  | Joshua Kennedy   | Nagoya Grampus     | 17   | 3    | 31 | 0,54 | 2 749 |
| Médaille de bronze | Edmílson         | Urawa Red Diamonds | 16   | 0    | 34 | 0.47 | 3 047 |
| 4                  | Marcio Richardes | Albirex Niigata    | 16   | 1    | 26 | 0,61 | 2 291 |
| 5                  | Juninho          | Kawasaki Frontale  | 14   | 0    | 19 | 0,73 | 1 517 |
| 6                  | Shoki Hirai      | Gamba Osaka        | 14   | 0    | 30 | 0,46 | 1 634 |
| 7                  | Adriano          | Cerezo Osaka       | 14   | 0    | 27 | 0,51 | 2 108 |
| 8                  | Jungo Fujimoto   | Shimizu S-Pulse    | 13   | 6    | 32 | 0,40 | 2 493 |
| 9                  | Shinji Okazaki   | Shimizu S-Pulse    | 13   | 0    | 31 | 0,41 | 2 652 |
| 10                 | Keiji Tamada     | Nagoya Grampus     | 13   | 0    | 29 | 0,44 | 2 275 |

| Source : CLASSEMENT DES BUTEURS J1 LEAGUE 2010 Légende Pen. : Nombre de pénaltys MJ : Nombre de matchs joués BM% : Ratio de buts par match Min. : Temps de jeu total en minutes |

## Parcours continental des clubs
Le parcours des clubs japonais en Ligue des champions de l'AFC est important puisqu'il détermine le coefficient AFC japonais, et donc le nombre de clubs japonais présents dans la compétition les années suivantes.
| Club                | Compétition         | Résultat        | Ultime(s) adversaire(s) | Ultime(s) adversaire(s) | Ultime(s) adversaire(s) |
| ------------------- | ------------------- | --------------- | ----------------------- | ----------------------- | ----------------------- |
| Kashima Antlers     | Ligue des champions | 1/8 de finale   | Pohang Steelers         | Pohang Steelers         | Pohang Steelers         |
| Kawasaki Frontale   | Ligue des champions | Phase de Groupe | Seongnam Ilhwa Chunma   | Beijing Guoan           | Melbourne Victory       |
| Gamba Osaka         | Ligue des champions | 1/8 de finale   | Seongnam Ilhwa Chunma   | Seongnam Ilhwa Chunma   | Seongnam Ilhwa Chunma   |
| Sanfrecce Hiroshima | Ligue des champions | Phase de Groupe | Adélaïde United         | Pohang Steelers         | Shandong Luneng         |